# Каньявераль-де-Леон

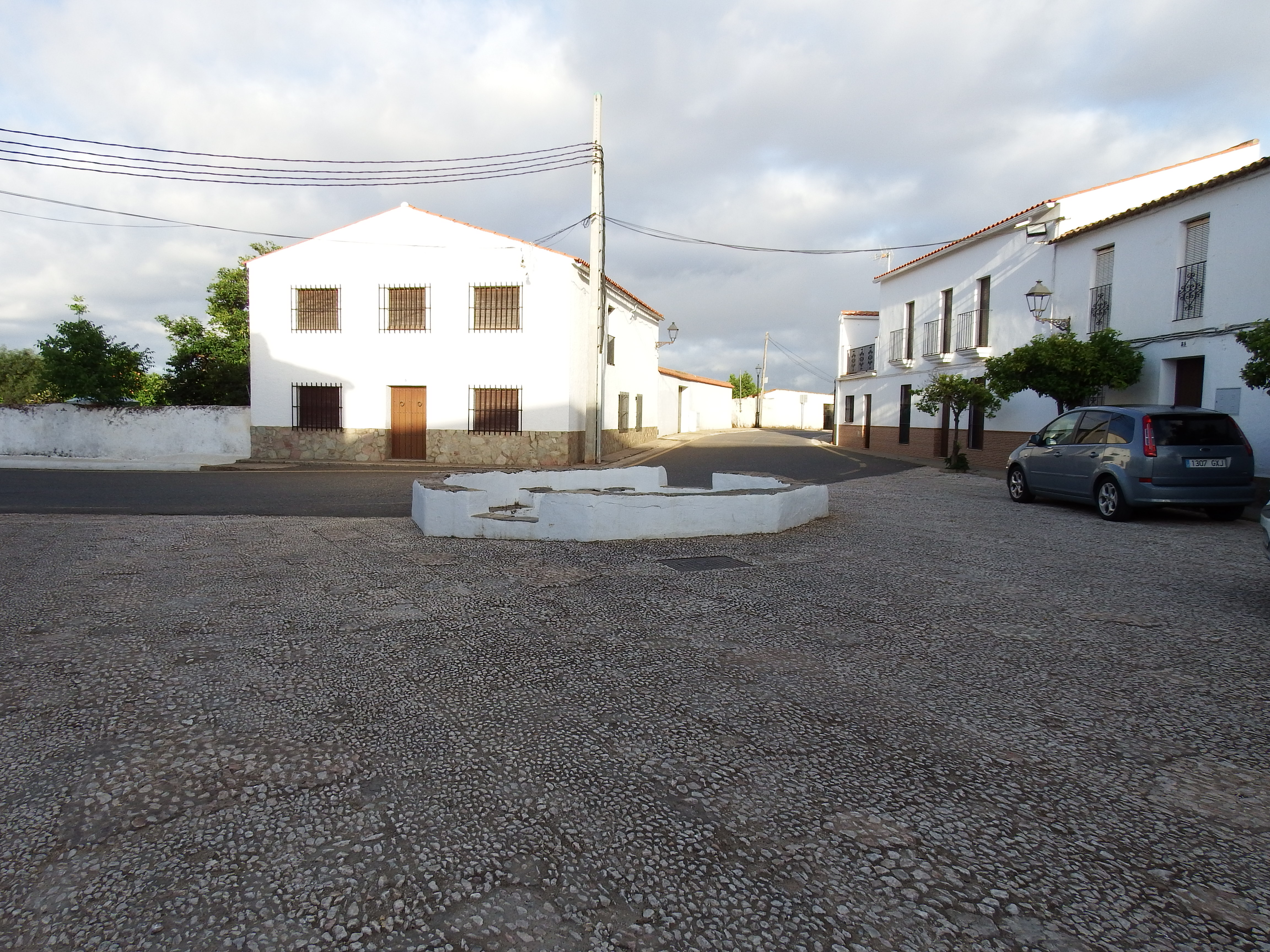

Каньявераль-де-Леон (ісп. Cañaveral de León) — муніципалітет в Іспанії, у складі автономної спільноти Андалусія, у провінції Уельва. Населення — 412 осіб (2010).
Муніципалітет розташований на відстані близько 360 км на південний захід від Мадрида, 95 км на північний схід від Уельви.

## Демографія
Динаміка населення (INE ):